# Meg Donnelly
Meg Donnelly, född den 25 juli 2000 i New York City, New York är en amerikansk skådespelare.
Donnelly har bland annat medverkat i TV-serierna American Housewife 2016–2021 och The Winchesters mellan 2022 och 2023. Hon har även medverkat i filmerna Legion of Super-Heroes från 2023 samt filmtrilogin Zombies, Zombies 2 och Zombies 3.

## Filmografi (i urval)
- 2016:2021: American Housewife
- 2018: Zombies
- 2020: Zombies 2
- 2022: Zombies 3
- 2022-2023: The Winchesters
- 2023: Legion of Super-Heroes
- 2025 – Zombies 4: Dawn of the Vampires